# Hrabowo (Mukatschewo)
Hrabowo (russinisch, ukrainisch und russisch Грабово; ungarisch Szidorfalva, tschechisch und slowakisch Hrabovo, deutsch Rechendorf oder Hrabow) ist ein Dorf in der Oblast Transkarpatien und im Rajon Mukatschewo in der Ukraine. Es befindet sich etwa 40 Kilometer östlich der slowakischen Grenze.
Am 12. Juni 2020 wurde das Dorf ein Teil neu gegründeten Siedlungsgemeinde Koltschyno im Rajon Mukatschewo; bis dahin war es zusammen mit den Nachbardörfern Herziwzi (Герцівці) Kryte (Крите), Pusnjakiwzi (Пузняківці) und Trostjanyzja (Тростяниця) ein Teil der Landratsgemeinde Pusnjakiwzi (Пузняковецька сільська рада/Pusnjakowezka silska rada).

## Geschichte

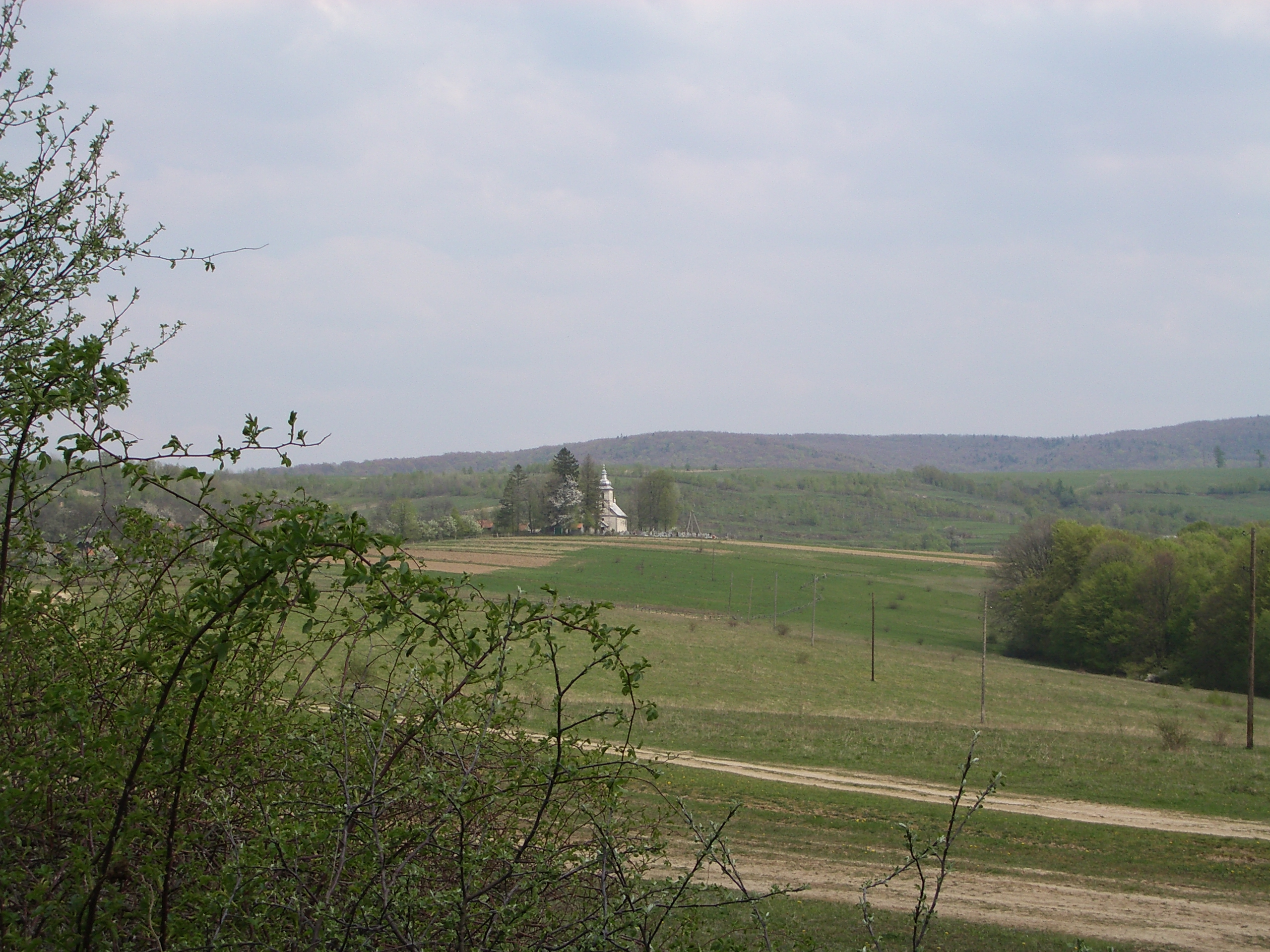
Hrabowo

Der ruthenische Teil des Dorfes wurde Anfang des 17. Jahrhunderts von der Adelsfamilie Szidor angelegt und zählte 1649 schon 31 Leibeigene.
1711 beraubten die Schweden das Dorf, wonach die meisten Leibeigenen das Dorf verließen. Mit der Zeit wurde es von Ruthenen erneut besiedelt. Die Schönborn-Herrschaft ließ hier Gebäude und Nebenräume einer neuen Meierei erbauen. So kamen die Böhmerwäldler nicht in einer Wildnis an, wo der Buchenwald seine Gesetze den Eindringlingen aufzwang, sondern in einem früher bewirtschafteten Hochland (ca. 600 m u. d. M.) am Dorfrand von Hrabowo an.
Die Landschaft, die früher schon besetzt und bestellt, aber wegen der Kriege und den damit verbundenen Seuchen, Raubüberfällen usw. verwildert war, wurde zum Teil von der Wildnis bereits wieder überwuchert. Und als die Kolonisten eintrafen, erhielten sie von der Herrschaft ein Landstück zugeteilt, welches sie vom Wald und Gestrüpp roden mussten. Die gefällten Baumstämme konnten sie für den Bau ihrer Häuser verwenden. Von der Verwaltung der Domäne bekamen sie Begünstigungen eingeräumt, die aber ihren schweren Stand nur unbedeutend milderten.
Bis 1880 verließen 8 der angesiedelten Familien das Dorf, um nach Amerika auszuwandern. Die Kolonie blieb nur deswegen erhalten, weil böhmerdeutsche Zuwanderer aus dem Kreis Stryj (Galizien) zuwanderten, wo die Lebensbedingungen um nichts besser waren. Die Bewohner der deutschen Kolonie hatten eine eigene Holzkirche, wohin der Pfarrer nur einmal im Jahr kam; die Kinder der immer geringer werdenden deutschen Gemeinschaft von Hrabowo hatten eine Schule mit deutschem Unterricht, die der Deutsche Katecheten-Verein einrichten ließ.